# Вандборг, Бриан
Бриан Бах Вандборг (дат. Brian Bach Vandborg; род. 4 декабря 1981, в Хернинге, Дания)  — датский профессиональный шоссейный велогонщик. Двукратный чемпион Дании в индивидуальной гонке (2006, 2013).

## Достижения
2002
1-й  Чемпион Дании — Индивидуальная гонка U23
3-й Чемпионат Дании — Групповая гонка U23
2003
1-й  Чемпион Дании — Индивидуальная гонка U23
1-й  Чемпион Дании — Командная гонка с раздельным стартом U23
2-й Чемпионат Дании — Групповая гонка U23
3-й Чемпионат Дании — Индивидуальная гонка
3-й - Эшборн — Франкфурт U23
2004
3-й Чемпионат Дании — Индивидуальная гонка
2005
1-й — Этап 4 Тур Джорджии
2-й Чемпионат Дании — Индивидуальная гонка
2006
1-й  Чемпион Дании — Индивидуальная гонка
1-й — Эйндховенская командная гонка с раздельным стартом (КГ) (в составе  Team CSC)
2-й - Chrono des Nations
3-й - Circuit Cycliste Sarthe — Генеральная классификация
4-й Чемпионат мира — Индивидуальная гонка
2007
1-й — Этап 2 Tour de l'Ain
2-й Чемпионат Дании — Индивидуальная гонка
2008
1-й — Этап 3 Tour du Loir-et-Cher
1-й  Чемпион Дании — Командная гонка с раздельным стартом
2-й — Circuit des Ardennes international
2013
1-й  Чемпион Дании — Индивидуальная гонка

## Статистика выступлений

### Гранд-туры
| Гранд-тур                 | 2004 | 2005 | 2006 | 2007 | 2008 | 2009 | 2010 | 2011 | 2012 | 2013 |
| ------------------------- | ---- | ---- | ---- | ---- | ---- | ---- | ---- | ---- | ---- | ---- |
| Джиро д’Италия            | —    | 140  | —    | НФ   | —    | —    | —    | —    | —    | —    |
| Тур де Франс              | —    | —    | —    | —    | —    | 116  | 128  | 125  | —    | 155  |
| (c 2010 ) Вуэльта Испании | НФ   | —    | —    | —    | —    | —    | —    | —    | —    | —    |

| —  | Не участвовал  |
| НФ | Не финишировал |